# Fausta (impératrice romaine)
Vous lisez un « article de qualité » labellisé en 2022.
Pour les articles homonymes, voir Fausta (homonymie).
Fausta Flavia Maxima (vers 289-326) est la fille de l'empereur Maximien Hercule et de sa femme Eutropia. Elle est mariée à l'empereur Constantin Ier en 307. Elle lui donne trois fils, futurs empereurs, et trois filles. En 324, elle reçoit le titre suprême d'Augusta. En 326, après l'exécution de son beau-fils Crispus, elle meurt, enfermée dans des bains surchauffés. Aucun jugement, aucune justification officielle ne sont fournis, mais sa disparition est suivie de damnatio memoriae et engendre les réactions partisanes des auteurs antiques.
Eusèbe de Césarée et Sozomène, historiens chrétiens favorables à Constantin, taisent l'existence et la fin de Fausta, tandis que les auteurs de résumés historiques ne mentionnent que son exécution sur l'ordre de son mari, sans autre précision. L'arien Philostorge puis le païen Zosime font un récit des exécutions de Fausta et de Crispus qui semble inspiré par la tragédie de Phèdre, puis Zosime relie la culpabilisation de Constantin à sa conversion au christianisme. Les apologistes chrétiens démentent cette assertion sur la conversion de Constantin pour ne retenir que la responsabilité d'une Fausta séductrice, manipulatrice et adultère, thèse qui perdure, et inspire au XVIIe siècle quelques pièces de théâtre. Certains historiens modernes se rallient à cette version, d'autres spéculent sur les causes du décès ou les mobiles de l'exécution. Les circonstances de la fin de Fausta, documentées par des sources incomplètes ou partiales, restent à jamais incertaines.

## Biographie

### Origine et mariage

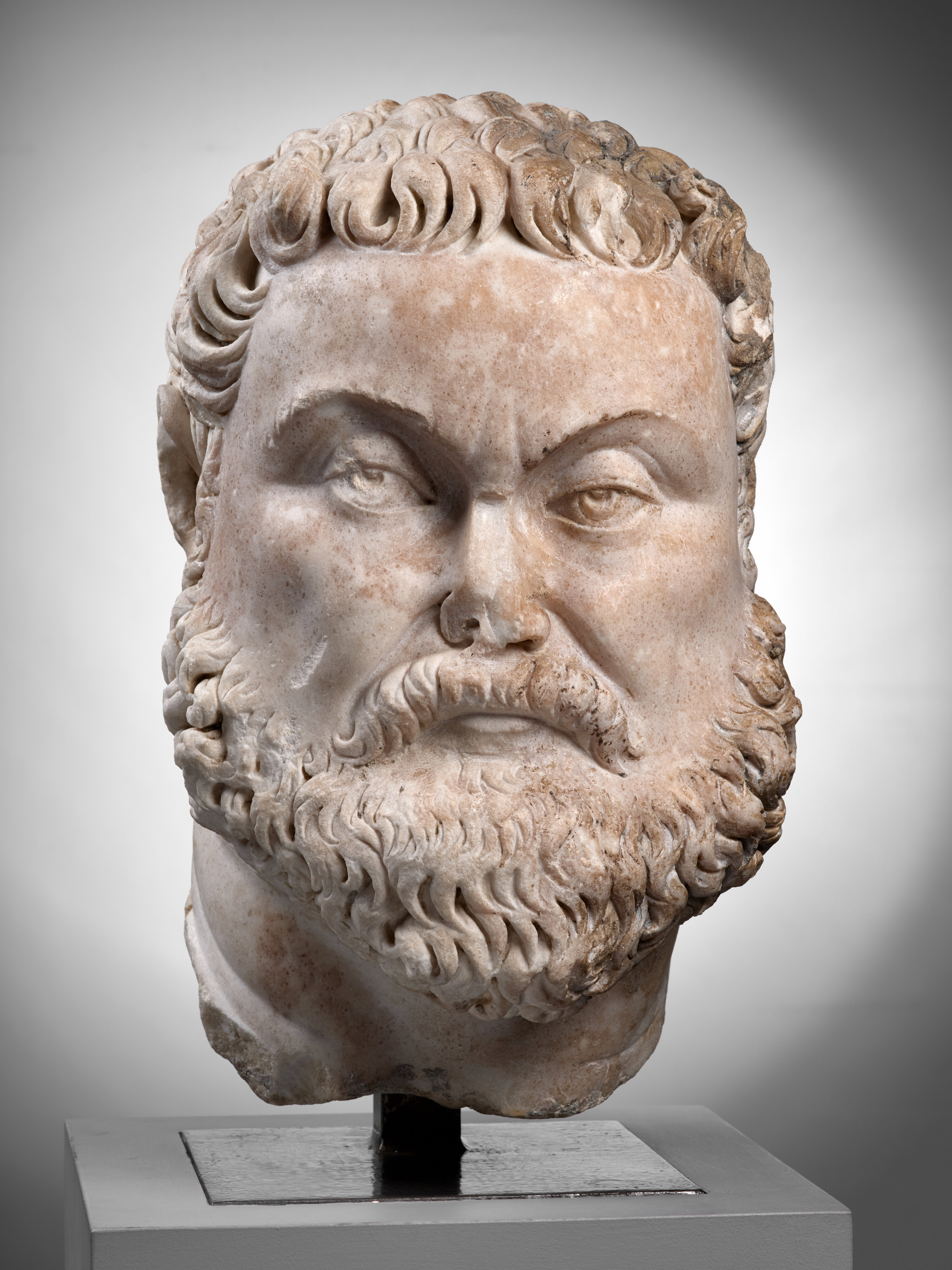
Maximien Hercule, père de Fausta. Musée Saint-Raymond, Toulouse.

Fausta est la fille du tétrarque Maximien Hercule et de sa femme Eutropia. Son père gouverne la partie occidentale de l'Empire romain avec le titre d'Auguste, en collaboration avec le César Constance Chlore. Fausta nait à Rome à une date inconnue, qu'Otto Seeck (1850-1921) situe dans une fourchette entre 293 et 298. Timothy Barnes propose une date plus précoce, 289 ou 290. Les données historiques connues montrent que Fausta n'a d'enfant que neuf ou dix ans après son mariage en 307, indice possible d'une immaturité sexuelle lors de cette union.
En mai 305, Maximien doit abdiquer et céder son titre d'Auguste à Constance Chlore. La mort soudaine de Constance Chlore en juillet 306 désorganise la tétrarchie mise en place. Constantin, fils de Constance, puis Maxence, fils de Maximien, mécontents d'être écartés de la succession, s'attribuent le titre de César. Maximien tente de revenir au pouvoir mais il est chassé de Rome par son fils. Réfugié en Gaule, il s'entend avec Constantin, et concrétise cette alliance en l'investissant du titre d'Auguste et lui donnant Fausta comme épouse. On ne sait si Fausta est alors la seconde épouse de Constantin, ou la seule, car Constantin a déjà un fils, Crispus, avec l'obscure Minervina. Les historiens sont divisés sur la nature de cette union, concubinage ou mariage légitime, et ignorent sa destinée,.
Le mariage de Constantin et Fausta est célébré en 307 en Arles ou à Trèves, mais le jour précis n'est pas connu. Le 31 mars 307 est souvent avancé, mais Pierre Maraval objecte que Constantin n'est pas Auguste avant novembre, et place le mariage fin décembre 307. L'événement est commémoré par l'émission d'une monnaie d'argent légendée FAUSTAE NOBILISSIMAE FEMINAE (« Fausta, très noble femme ») et VENUS FELIX (« Vénus heureuse »). Cette union est le sujet du panégyrique prononcé à Trèves, par un auteur inconnu. Son poème décrit notamment un tableau exposé dans la salle de banquet du palais de Maximien à Aquilée, qui représente Fausta, petite fille (puella) qui offre un lourd casque d'apparat à Constantin, encore tout jeune (tum puero) mais qui va bientôt revêtir la toge virile (il aurait donc un peu moins de seize ou dix-sept ans). Le panégyriste désigne cette offrande comme un cadeau de fiançailles des deux enfants, mais selon le traducteur du panégyrique Édouard Galletier, ce n'est probablement qu'une interprétation rétrospective du poète. Jean-Rémy Palanque place ces éventuelles fiançailles en 293 à Milan, seul moment où Constance et Maximien sont réunis avant qu'ils ne gagnent leurs territoires respectifs. Contredisant Otto Seeck, il suppose que l'âge de Fausta lors de ces fiançailles se situe entre cinq et dix ans. À l'inverse, Jan Willem Drijvers estime que Fausta n'était pas née en 293, et Pierre Maraval considère comme très peu vraisemblables des fiançailles avec Constantin, qui n'est en 293 qu'un fils bâtard de Constance,.

### Expansion territoriale et familiale

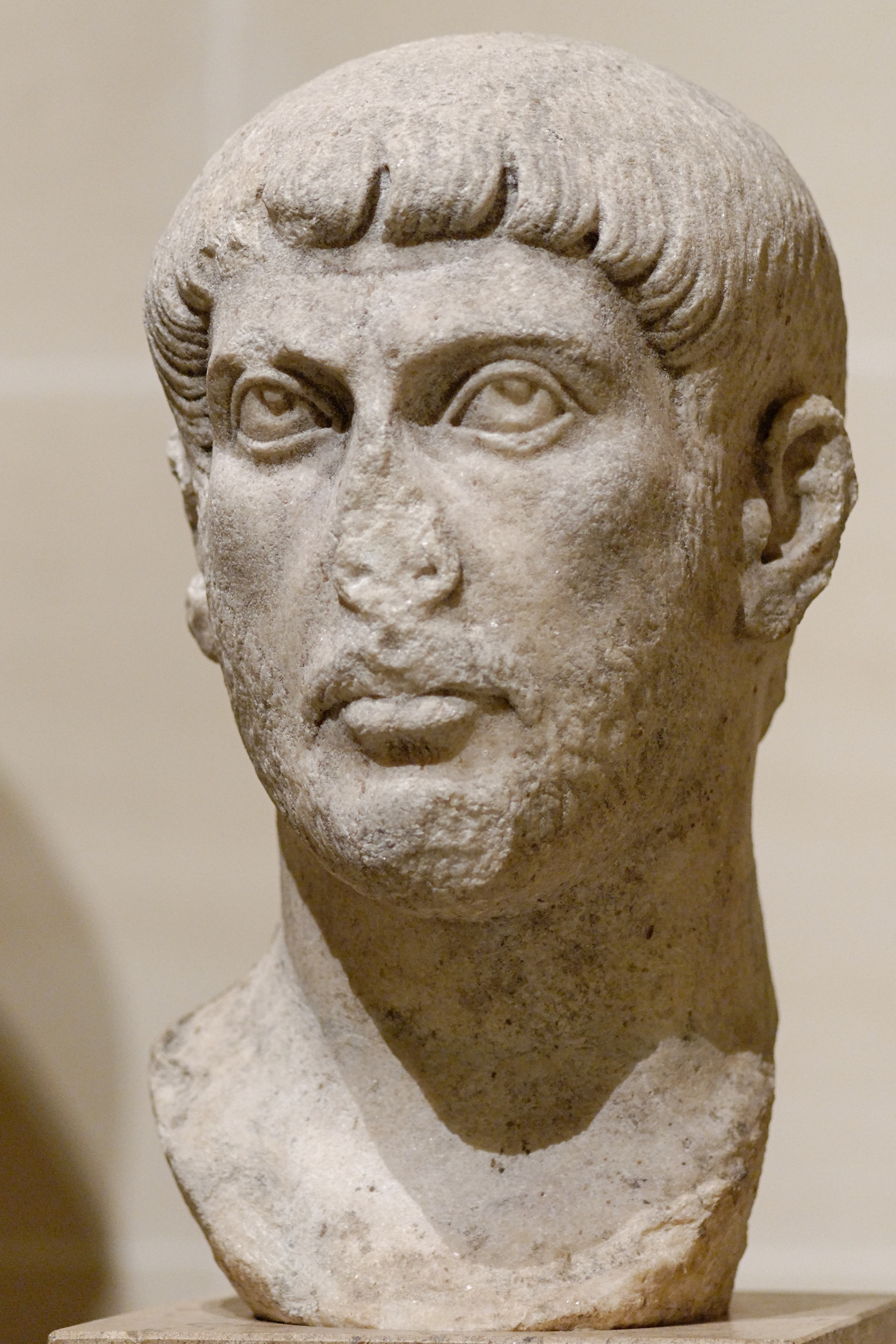
Maxence, frère de Fausta. Musée du Louvre.

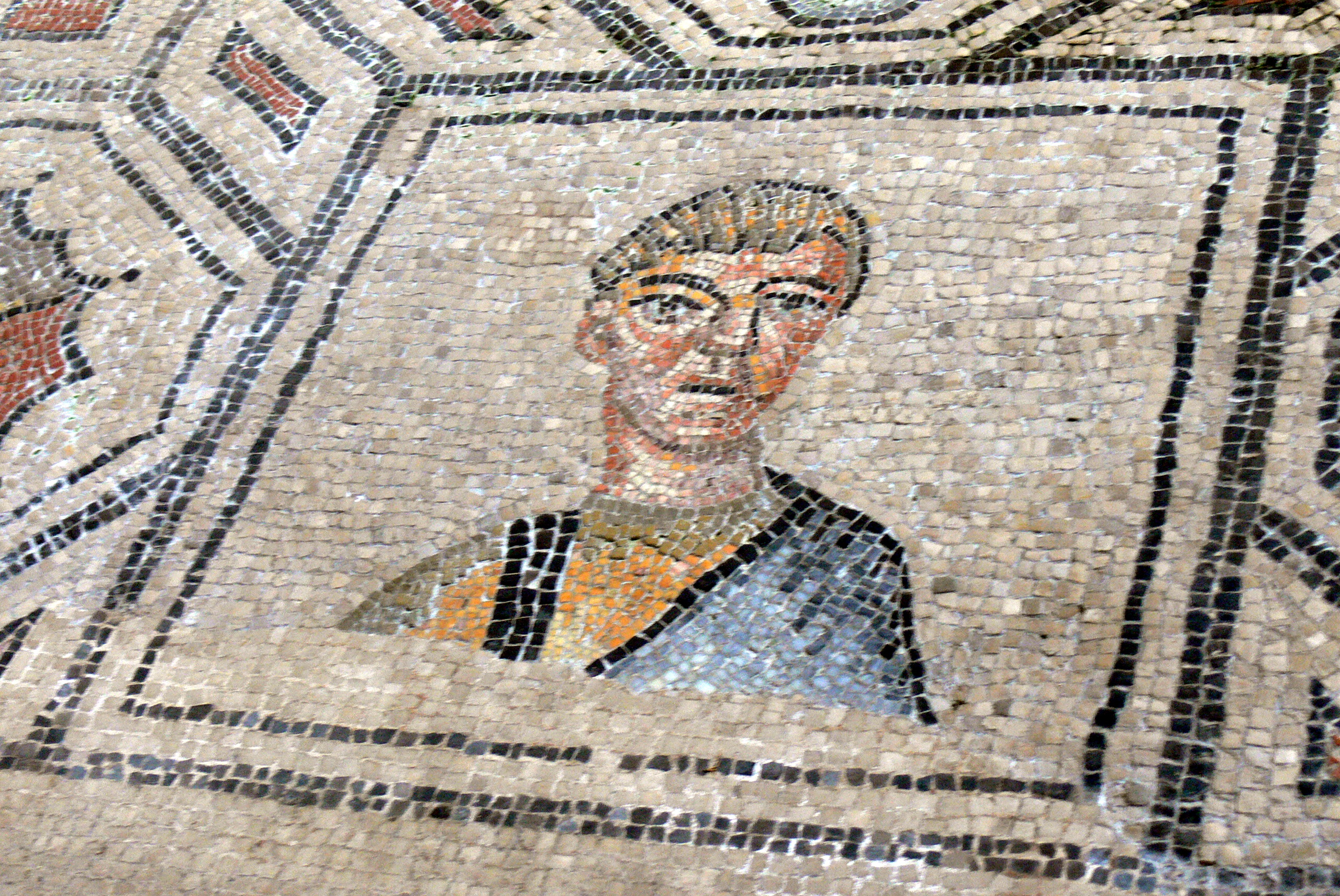
Basilique patriarcale d'Aquilée, personnage identifié comme Crispus par Heinz Kähler.

L'alliance entre Constantin et Maximien dure peu de temps, car Maximien intrigue pour reprendre son pouvoir impérial. En été 310, Constantin le contraint au suicide après avoir évité l'attentat qu'il préparait,,,. Selon Lactance, proche de Constantin, Maximien aurait demandé la complicité de sa fille pour localiser la chambre de Constantin, éloigner ses gardes et le poignarder durant son sommeil. Fausta aurait informé de la machination son mari, qui la déjoue en faisant dormir et tuer un vieil eunuque à sa place. La narration rocambolesque de Lactance parait peu crédible, et est peut-être une invention destinée à noircir Maximien.
Puis en 312, Constantin élimine devant Rome le frère de Fausta, Maxence et devient seul maître de la partie occidentale de l'Empire.
Selon la Chronique de Jérôme de Stridon, Fausta est durant cette période la mère de six enfants,. Les trois garçons, qui deviendront empereurs, sont Constantin le jeune, né en 316, Constance, né en Arles en 317 et nommé comme son grand-père,, et Constant, né en 320, date retenue par la plupart des historiens, ou 323 selon Otto Seeck. Les trois filles sont Constantina, mariée ultérieurement à son cousin Hannibalien puis à Gallus, Eutropia, nommée comme sa grand-mère maternelle, et Hélène, nommée comme sa grand-mère paternelle et mariée à un autre cousin, Julien.
Fausta vit dans les résidences impériales de la partie occidentale de l'Empire. Elle habite peut-être à Rome, selon la localisation du concile de 313 donnée par Optat de Milève « convenerunt in domum Faustae in Laterano » (« ils se réunirent dans la maison de Fausta au Latran »). Toutefois, cette maison pourrait plus vraisemblablement être celle d'une noble romaine Anicia Fausta.
Des peintures antiques découvertes en 1965-1968 dans l'extrémité de la nef de la cathédrale de Trèves, l'ancien palais impérial, montrent une série de portraits de la famille de Constantin, dont un est identifié comme celui de Fausta, tenant un miroir et portant une couronne de laurier. Sur la grande mosaïque de sol de la basilique sud d'Aquilée, autre résidence impériale, l'archéologue Heinz Kähler identifie une autre série de portraits de famille, Fausta entourée de quatre figures masculines, Crispus et ses trois fils.
En 317, les deux fils de Constantin reçoivent le titre de César, Crispus et Constantin le jeune, le premier enfant de Fausta, encore bébé. Ce titre les désigne comme les princes héritiers.

### Fausta Augusta
En 324, Constantin devient le seul Auguste, maître de tout l'Empire après avoir éliminé en Orient son beau-frère Licinius avec l'aide militaire de Crispus. Il décerne le titre d'Augusta à son épouse Fausta et à sa mère Hélène, titre qui apparaît sur les monnaies émises à leur effigie. Les historiens remarquent sur ces portraits de profil qu'Hélène porte toujours un diadème, tandis que Fausta n'en porte que rarement. Certains comme Andreas Alföldi en déduisent une différence de rang entre les deux femmes, Hélène ayant la préséance sur sa belle-fille Fausta. Pour Jan Willem Drijvers, ce n'est qu'une variante de coiffure, car le port féminin du diadème ne devient un symbole impérial que soixante ans plus tard.

La famille impériale, monnaies des années 324-326
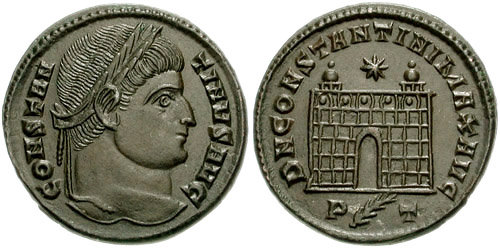
Follis de Constantin, le plus grand Auguste.
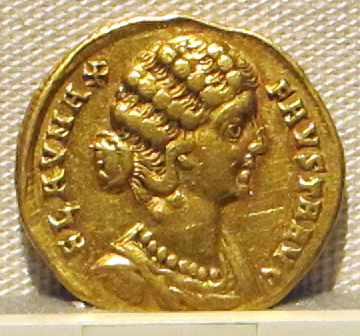
Solidus de l'Augusta Fausta.
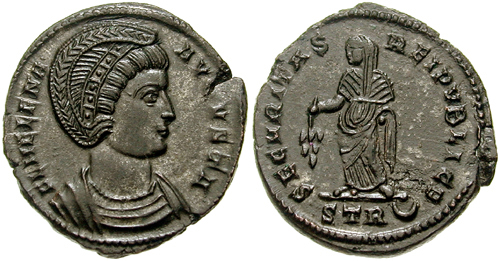
Follis de l'Augusta Hélène, mère de Constantin.
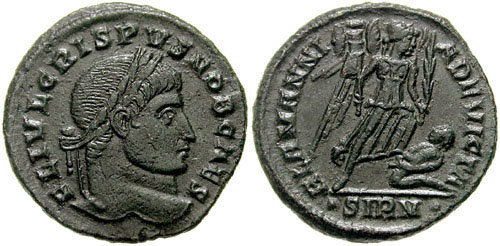
Follis de Crispus, très noble César.

La propagande impériale diffusée grâce aux émissions monétaires fait de Fausta, « ventre fécond de la République, le gage de sa survie et de ses espérances » selon l'expression de Jean-Pierre Callu. Ainsi, l'atelier monétaire de Trèves émet en 324 un médaillon d'or honorifique à l'effigie de Crispus, dont le revers montre Fausta entourée de Crispus et Constantin le jeune, avec la légende FELIX PROGENIES CONSTANTINI AVG(usti) (« heureuse progéniture de Constantin Auguste »),.
De nombreuses monnaies émises à partir de 324 montrent aux revers Fausta debout ou assise, tête voilée, tenant contre sa poitrine deux enfants identifiés à ses fils Constantin et Constance. Toutefois, ces monnaies donnent à Fausta le titre d'Augusta, et lorsqu'elle obtient ce titre, Constantin et Constance ont huit et sept ans, donc ce n'est pas une représentation familiale réaliste, mais un symbole de fécondité dynastique. Les légendes de ces monnaies, SPES REIPVBLICAE (« Espérance de la République ») ou SALVS REIPVBLICAE (« Sécurité de la République »), expriment l'avenir porté par la dynastie constantinienne. Curieusement, l'image donnée à Fausta ne correspond pas à l'iconographie habituelle, une femme tenant un rameau fleuri pour SPES, ou nourrissant un serpent pour SALVS, mais ressemble à celle de Dea Nutrix, déesse fertile et nourricière romano-celtique, dont des statuettes ont été trouvées en Gaule et en Bretagne. Cette représentation de propagande accorde à Fausta un statut de déesse de la fertilité, peut-être de façon volontairement et subtilement ambigüe, l'association à la familière Dea Nutrix étant plus admissible que la Vénus du panthéon traditionnel romain.

Fausta et Dea Nutrix, deux représentations de la fertilité
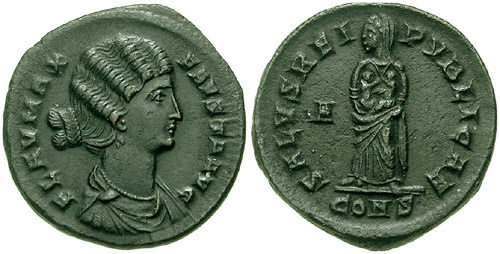
Fausta et ses deux enfants, SALVS REIPVBLICAE.
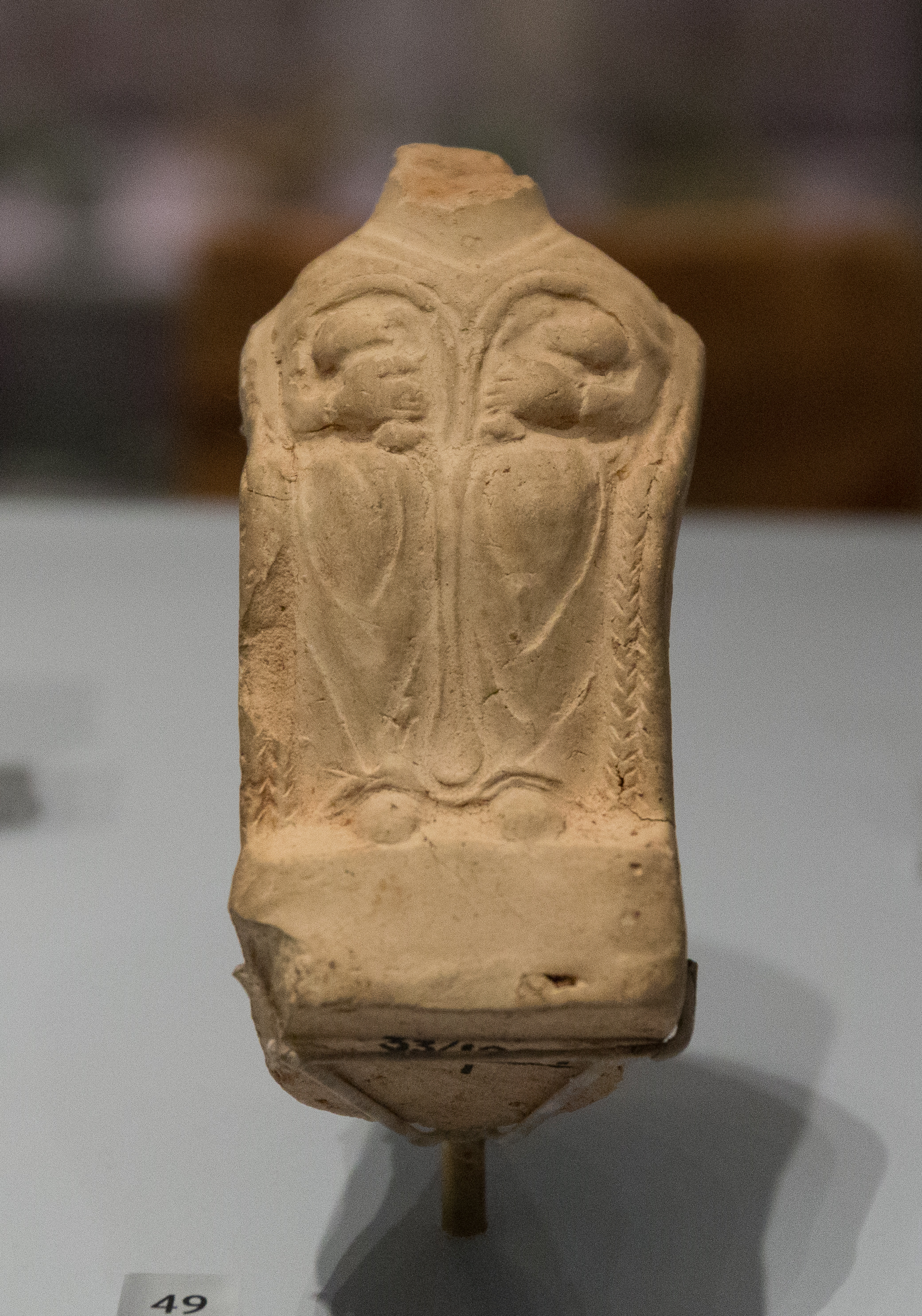
Dea Nutrix, Exeter, Devon.
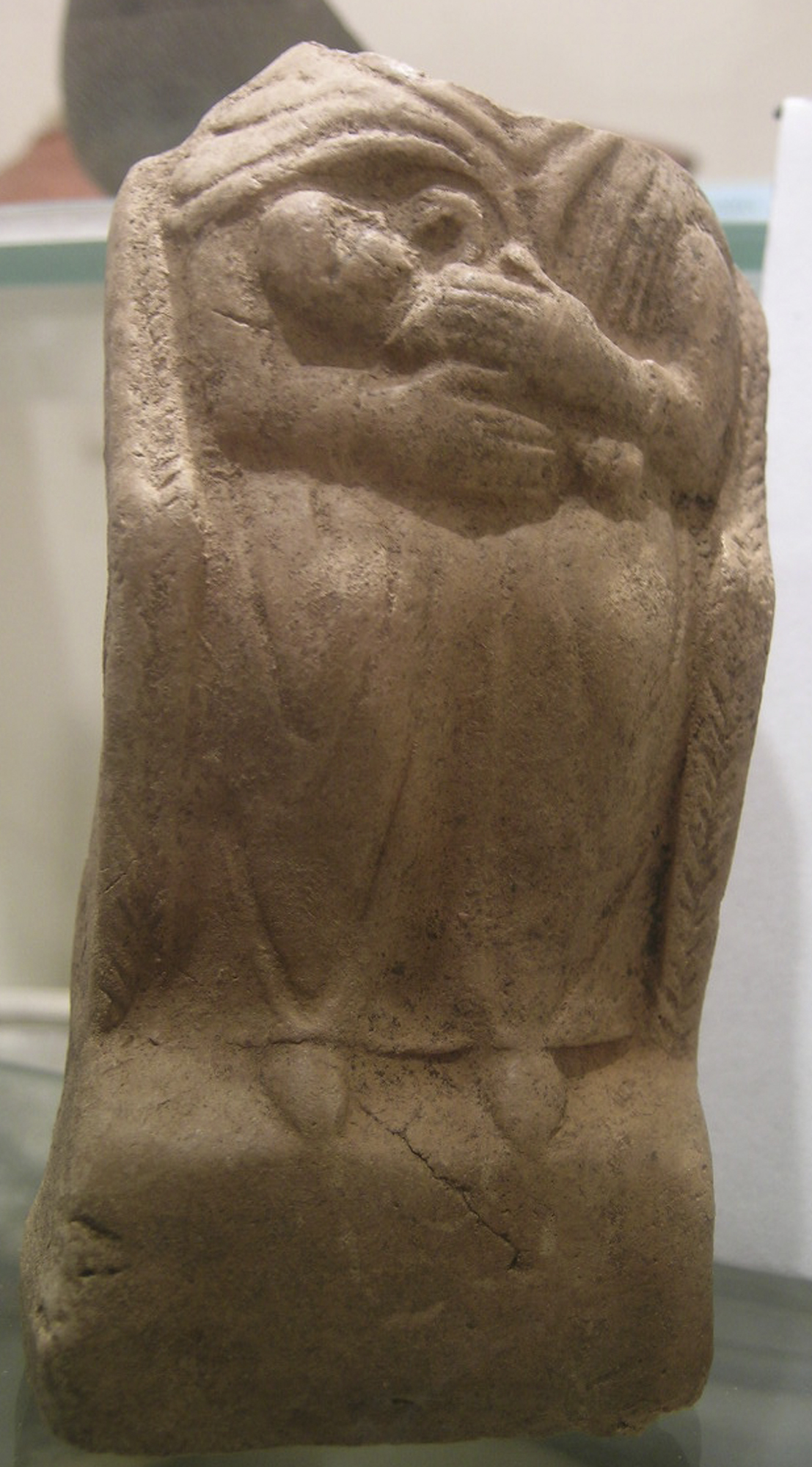
Dea Nutrix, Baldock, Hertfordshire.

### Mort de Fausta

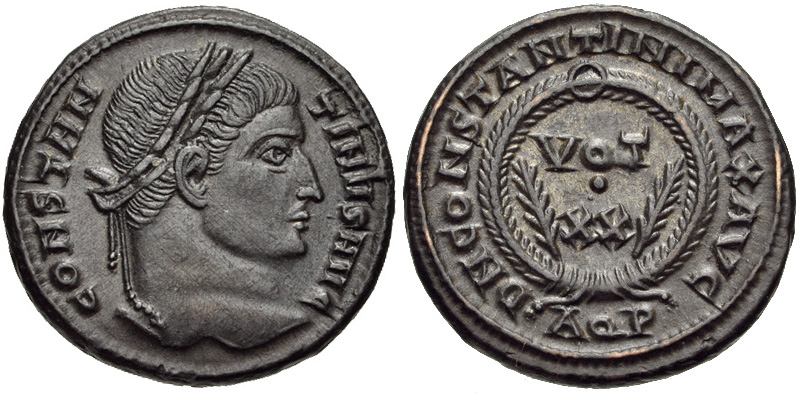
Follis émis pour la commémoration des vingt ans de règne de Constantin VOT XX.

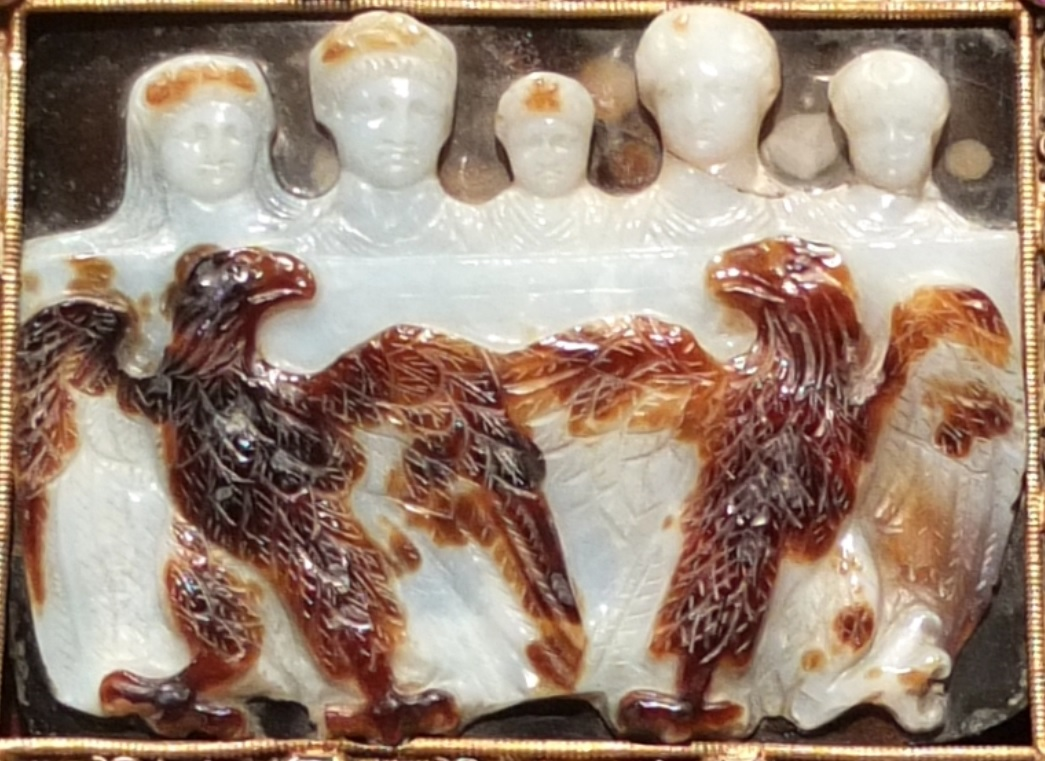
Camée incrusté sur la couverture de l'évangéliaire d'Ada du VIIIe siècle, représentant la famille impériale. De gauche à droite : Hélène, Constantin, Constantin le jeune, Fausta, Crispus.

L'année 326 célèbre les vingt ans de pouvoir de Constantin. C'est aussi l'année où Fausta disparaît dans ce que Paul Petit nomme une « tragédie de palais », exécutée sur l'ordre de son époux Constantin, « un accident de parcours aussi mystérieux que déplaisant » selon l'expression de Lucien Jerphagnon. Sa fin est précédée par les exécutions de Crispus, fils aîné de Constantin issu d'une précédente union, et de Licinius le Jeune, neveu de Constantin,. Là encore, la datation précise fait débat, les propositions du décès de Crispus allant de février à octobre 326, Fausta étant mise à mort peu après selon Eutrope.
Aucune justification n'est fournie, mais la décision est officielle, car elle est suivie pour les trois victimes des rituels de damnatio memoriae : abattage de leurs statues publiques et martelage de leur nom figurant dans les inscriptions. Les inscriptions honorifiques devaient être nombreuses dans tout l'Empire après l'investiture de Fausta comme Augusta, il n'en subsiste qu'une, martelée, sur un socle de statue à Sorrente,, dont le texte est reconstitué par Theodor Mommsen.
Une trace d'opposition est rapportée par Sidoine Apollinaire, qui cite ce distique sarcastique de Flavius Ablabius, consul en 331, placé secrètement aux portes du palais impérial : « Qui regretterait le siècle d’or de Saturne ? Le nôtre est de diamant, mais néronien »,.
Le silence officiel s'observe aussi dans les écrits. L'évêque Eusèbe de Césarée, biographe de Constantin et contemporain de ces événements, occulte l'existence de Crispus et de Fausta, ainsi que leur mort dans la dernière édition de son Histoire ecclésiastique comme dans sa Vie de Constantin,. Il fait néanmoins allusion à « une autre conjuration formée par des parents-même de l'Empereur » dont il tait les suites.
Quoique Jan Willem Drijvers considère que la damnatio memoriae de Crispus et Fausta n'a jamais été abolie, Esteban Moreno Resano pense qu'elle a été levée sous les règnes des fils de Fausta, d'après les deux indices suivants. Une inscription d'Arles dédiée à Constantin II cite la « très pieuse et vénérable Fausta ». Autre indice, le panégyrique adressé en 360 à Constance II par le César Julien loue les qualités de la mère de l'empereur : « Il y avait en elle tant de noblesse, de beauté, de vertus, qu'on ne saurait trouver son égale parmi les autres femmes ». Aurelius Victor, qui écrit vers 360, mentionne la mise à mort de Crispus « on ne sait trop pour quel motif, par les ordres de son père » mais passe sous silence l'existence de Fausta, malgré sa réhabilitation, peut-être pour éviter d'évoquer les circonstances de sa mort.
L'extinction de la famille constantinienne en 363 autorise les auteurs à rapporter un peu plus de précisions. Vers 370, Eutrope est explicite : « [Constantin] fit d’abord mourir son fils, homme illustre, son neveu, jeune homme sans défauts, ensuite Fausta sa femme, et enfin un grand nombre de ses amis ». Vers 380, l'historien Paeanius traduit Eutrope en grec, mais omet de mentionner la mort de Fausta.
Dans sa Chronique rédigée en 381, donc une cinquantaine d'années après les faits, l'auteur chrétien Jérôme de Stridon mentionne brièvement l'exécution de Fausta par Constantin en 329, trois ans après celles de Crispus et Licinius le Jeune en 326, délai qui semble infirmer la thèse ultérieurement rédigée par Zosime,. Dans une de ses homélies prononcées à Constantinople en 399, l'archevêque Jean Chrysostome évoque, sans donner de noms, un exemple d'affliction ayant accablé un empereur « qui soupçonnait son épouse d'adultère, la fit attacher nue à un rocher pour la livrer aux bêtes sauvages, bien qu'elle lui eût déjà donné en tant que mère plusieurs princes. […] En outre le même empereur a fait égorger son propre fils. » On identifie la famille impériale ainsi décrite comme l'empereur Constantin, son fils Crispus et son épouse Fausta, même si le châtiment indiqué par Jean Chrysostome est un effet oratoire qui renvoie au mythe d'Andromède.
Ni les historiens ni les religieux chrétiens du IVe siècle ne donnent de raisons aux décisions de Constantin. Seules certitudes, l'identité des victimes et le donneur d'ordre, ainsi que la date des événements, en 326, malgré l'indication de Jérôme de Stridon d'un intervalle de trois ans entre les exécutions. Les numismates constatent la fin simultanée des émissions monétaires au profil de Crispus ou de Fausta, et confirment donc la date de 326,. Par contre, il n'est pas certain que les exécutions soient liées.

## Explications antiques
Le silence officiel sur un drame impliquant la famille impériale n'est pas acceptable pour les historiens antiques, soucieux de fournir une explication d'apparence convaincante à leurs lecteurs. Comme Constantin est un personnage clé de l'histoire du christianisme, ils traitent le drame selon leurs convictions, les païens contre Constantin, les apologistes chrétiens en sa faveur, ces derniers démentant puis occultant les écrits de leurs adversaires.

### Drame familial et religieux
Des textes du tout début du Ve siècle, apportent quelques indications : Ammien Marcellin mentionne « Pola en Istrie, où l'on sait que Crispus fut mis à mort ». L'auteur anonyme de l'Épitomé de Caesaribus indique les circonstances de la mort de Fausta : « Constantin, devenu maître de tout l’empire romain […], ordonne la mort de son fils Crispus, à l’instigation, comme on le pense, de sa femme Fausta. Ensuite il fait plonger et étouffer celle-ci dans des bains brûlants, à cause des reproches que lui adressait Hélène, sa mère, inconsolable du meurtre de son petit-fils Crispus »,. Par contre, une biographie de Constantin, l'Origo Constantini Imperatoris ne mentionne rien.

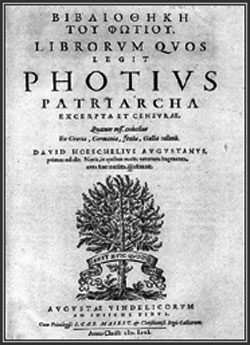
Page de couverture de la Bibliotheca de Photios.

Le grec Philostorge qui écrit vers 425 à partir d'une source plus ancienne apporte d'autres précisions. Il est chrétien, mais arien, et son Histoire ecclésiastique, seul ouvrage de ce thème à rapporter les exécutions, n'est connue que par des extraits retranscrits et commentés au Xe siècle dans la Bibliotheca du Byzantin Photios. Un passage évoque le flagrant délit d'adultère de Fausta, surprise avec un cocher, puis tuée dans un bain brûlant sur ordre de Constantin,. Un autre ouvrage de Philostorge, la Vita Constantini conservée dans le Codex Angelicus 22 byzantin, met en scène la mort prétendument accidentelle de Fausta, tenue enfermée dans les bains surchauffés avec la complicité des eunuques et des serviteurs qui la découvrent ensuite mourante. Enfin, une hagiographie extraite au IXe siècle de l’Histoire ecclésiastique de Philostorge, la Passion d'Arthemios, établit le parallèle entre Fausta et la mythologique Phèdre, qui accuse le jeune Hippolyte, fils de Thésée, d'avoir tenté de la séduire et obtient sa mise à mort par Thésée.
La version la plus complète de l'affaire qui soit parvenue à l'époque moderne apparaît au livre II de l’Histoire nouvelle du païen Zosime, écrite entre 498 et 518. D'après Zosime, « Son fils Crispus […] ayant été soupçonné d'avoir une liaison avec sa belle-mère Fausta, il le fit mourir sans aucun égard pour les lois naturelles. Comme Hélène, la mère de Constantin, s'indignait d'une telle violence et ne pouvait admettre le meurtre du jeune homme, Constantin, comme pour la consoler, porta remède à ce mal par un mal pire. Après avoir en effet ordonné de chauffer outre mesure un bain et y avoir placé Fausta, il ne l'en ressortit que morte - Traduction de François Paschoud ».
Zosime poursuit en affirmant que Constantin est encore adepte de la religion antique après sa victoire de 324 sur Licinius. Il condense au même moment plusieurs événements historiques, le séjour de Constantin à Rome en 326, les exécutions de Crispus puis de Fausta. Il termine en mettant en scène Constantin qui cherche à effacer ses crimes. Après avoir consulté les prêtres traditionnels qui déclarent qu'il leur est impossible d'annuler ses fautes, il abandonne la religion antique pour la croyance des chrétiens « qui comporte la promesse que les infidèles qui s'y convertissent étaient aussitôt lavés de tout crime ». L'historien Giorgio Zuccelli considère que Zosime n'effectue pas un regroupement erroné des événements, mais reprend un document de la propagande anticonstantininienne de l'époque, stigmatisant la conversion intéressée de Constantin. Zosime puise pour son livre II dans l’Histoire des Césars d'Eunape, rédigée à la fin du IVe siècle et dont il ne subsiste que des fragments expurgés. Eunape pourrait selon François Paschoud, traducteur de Zosime, avoir comme source les Annales, ouvrage perdu rédigé par Nicomaque Flavien, un des acteurs principaux du parti païen à Rome dans la deuxième moitié du IVe siècle.
Un autre passage de Zosime n'a guère retenu l'attention des commentateurs car il est partiellement erroné, probablement corrompu par une interpolation de copiste. Ce passage déclare que Fausta n'est pas la mère de Constantin le Jeune, de Constance et de Constant — ce qui est historiquement faux —, mais qu'ils sont nés d'une autre femme que Constantin a fait mourir après lui avoir reproché un adultère,.
Document de seconde ou troisième main, le texte de Zosime montre de l'avis de François Paschoud des négligences dans la copie de ses sources. Selon Georges Forestier, l'intervention d'Hélène n'est justifiée qu'avec une lecture juridique de l'affaire : Crispus, accusé d'adultère, est exécuté conformément à la loi qui autorise la mise à mort de l'amant par le mari lésé. L'inégalité de ce traitement qui épargne l'épouse, aussi impliquée, aurait indigné Hélène, obligeant Constantin à rétablir une funeste équité par la mort de Fausta.

### Révision en drame familial
Les historiens chrétiens réagissent à la critique de la conversion de Constantin, « pas toujours avec les meilleurs arguments » de l'avis de Pierre Maraval. Sozomène publie vers 450 la suite de l'Histoire d'Eusèbe de Césarée et réplique à des écrits antérieurs à ceux de Zosime. Il tait l'existence et la fin de Fausta et nie que Constantin se soit converti « pour expier d'avoir consenti au meurtre de Crispus ». Il affirme que Constantin, et aussi Crispus, étaient chrétiens avant même la guerre contre Maxence vu leurs édits favorables aux chrétiens. Sozomène considère de plus que Constantin ne pouvait pas avoir demandé conseil pour effacer ses fautes au philosophe païen Sopatros d'Apamée, puisque ce dernier résidait dans la partie orientale de l'Empire, peu accessible à l'époque,. Évagre le Scholastique, historien grec du VIe siècle, pousse la dénégation plus loin en taxant les exécutions de Crispus et Fausta d'invention et de calomnie de Zosime. Il avance comme preuve l'absence de mention de ces événements dans les textes d'Eusèbe de Césarée,.
Débarrassée de toute polémique religieuse, la narration théâtrale extraite de Philostorge et de Zosime devient le récit repris par la tradition, qui met en scène un Crispus innocent puisque chrétien, une Fausta coupable et un mari Constantin influençable. L'intervention d'Hélène, uniquement indiquée par Zosime, n'apparaît plus. La formulation du Byzantin Jean Zonaras au XIIe siècle est la plus développée, après celle de Zosime : « Fauste sa belle-mère étant devenue éperdument amoureuse de lui, et n'en ayant pu obtenir ce qu'elle désirait, l'accusa devant Constantin d'avoir attenté à son honneur. Ce prince trop crédule en ce point le condamna à la mort. Mais ayant depuis reconnu la fausseté de l'accusation, il en tira une terrible vengeance en faisant étouffer Fauste dans un bain qui pour cet effet avait été extraordinairement échauffé. Voilà quel fut le châtiment de son impudicité, et de sa calomnie. ».
Néanmoins l'Occident latin semble avoir sur le drame des traditions hostiles à Constantin, différentes de l'Orient grec. Sidoine Apollinaire, après avoir cité le distique anti-Constantin d'Ablabius, l'explique ainsi « C’est que ledit Auguste, à peu près à cette époque, avait fait mourir son épouse Fausta dans un bain chaud, et empoisonné son fils Crispus »,. L’Histoire des Francs de Grégoire de Tours, terminée en 592, donne une justification politique des exécutions « Constantin, dans la vingtième année de son règne, fit périr son fils Crispus par le poison, et sa femme Fausta dans un bain chaud, parce qu'ils voulaient s'emparer de son trône ».

## Théâtralisation du drame

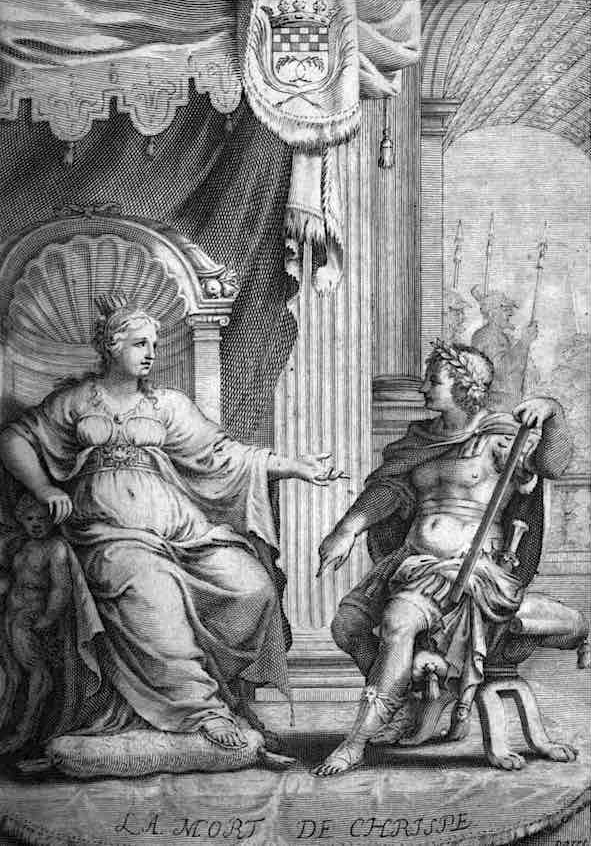
La Mort de Chrispe de Tristan l'Hermite, frontispice de Jacques Stella gravé par Pierre Daret (1645).

Le thème de l'innocent persécuté, avec Crispus (francisé sous le nom de « Crispe ») calomnié par sa belle-mère Fausta (ou « Fauste ») et condamné par son père Constantin, inspire au XVIIe siècle plusieurs tragédies, succédant aux représentations de la Phèdre de Sénèque, d'inspiration similaire. En 1601, le jésuite italien Bernardino Stefonio obtient un succès européen avec Crispus, tragœdia. Pourtant, dans cette « énorme pièce, de plus de 3 500 vers, Fauste n'en prononce que quatre ». Une autre tragédie en latin est publiée à Louvain en 1631, sous le même titre, par Nicolas de Vernulz, professeur d'éloquence à l'Université.
Une première adaptation française et plus profane est créée par François de Grenaille en 1639, L'innocent malheureux ou la mort de Crispe,.
Tristan l'Hermite présente en 1645 La Mort de Chrispe ou les malheurs domestiques du grand Constantin. Sa version apporte des modifications au thème en faisant de Crispe l'amant d'une jeune fille également victime de la jalousie de Fausta. Dans cette tragédie, créée par le jeune Molière et la troupe de l'Illustre Théâtre,, l'impératrice est véritablement l'héroïne. Eugène Vinaver voit dans le personnage de Fauste « le prototype par excellence de l'héroïne passionnée et incohérente de l'époque de Louis XIV ».
Dès 1592, le cardinal Cesare Baronio insiste sur « l'entière responsabilité de Fausta dans le drame qui avait conduit Constantin à faire mourir son fils, comparant explicitement les trois acteurs historiques à Thésée, Hippolyte et Phèdre ». Le succès de la Phèdre de Racine, en 1677, éclipse les mises en scène de Crispe.

## Interprétations modernes
La couverture de la mort de Fausta par les ouvrages généralistes récents sur l'Empire romain va de l'omission complète au résumé sans commentaires des faits et de leur exploitation par l'opposition païenne chez Claire Sotinel. Parmi les auteurs qui étudient l'événement de manière plus approfondie, Georges Forestier définit une grille d'interprétation du drame de Fausta selon trois modèles : mythique, faisant de Fausta une séductrice manipulatrice sur le modèle de la mythologique Phèdre, juridique, à la lumière des procédures légales romaines relatives à l'adultère, historique, relatif aux rivalités dynastiques pour la succession de Constantin. Esteban Moreno Resano distingue pour sa part entre nature privée ou nature politique. Sa vision politique correspond au modèle historique de Forestier, la vision d'une affaire privée recouvre toutes les hypothèses de relations coupables entre Crispus et Fausta, et englobe les modèles mythique et juridique de Forestier.

### Fausta nouvelle Phèdre
Cette vision dérive d'une lecture sans réserve des Histoires ecclésiastiques de Zosime et de Jean Zonaras, retenues par beaucoup d'historiens modernes comme des données assurées.
Au XIXe siècle par exemple, le numismate Henry Cohen reformule l'affaire avec force effets de périodes sur le mode latin dans sa notice de présentation des monnaies de Constantin le Grand : « Fausta, emportée malgré elle par une passion désordonnée pour son beau-fils Crispus et ne pouvant vaincre sa résistance, surprise en outre par l'arrivée inattendue de son mari, dans un moment d'oubli qui ternit tout l'éclat de ses éminentes vertus, nouvelle Phèdre, accuse Crispus d'avoir voulu la séduire. Constantin, sans daigner écouter son fils, le fit mourir et ayant reconnu plus tard la vérité, il fit étouffer Fausta dans son bain ».
L'historien Jean Zonaras affirme que Fausta était restée fermement païenne. André Piganiol reprend cette déclaration en 1973. Il fait de Fausta la fautive « Elle était demeurée païenne, rappelait son père Maximien, c'était une figure laide et brutale » et de Constantin une victime de sa propre législation : après avoir promulgué au début de cette année 326 une série de mesures pénales sévères contre l'adultère et d'autres délits familiaux, il apprend une tentative de séduction de Fausta par Crispus, puis découvre un adultère commis par cette dernière. Pour Piganiol, « Constantin a été, comme Auguste, au nom de la morale qu'il pensait venger, le bourreau des siens ».
En 2006, Robert Turcan qualifie Fausta de « marâtre fatale ». Afin de promouvoir sa progéniture comme seule légitime pour la succession de son mari, elle aurait manœuvré pour éliminer Crispus et Licinius le Jeune, avant d'être mise sous surveillance par Hélène, indignée du meurtre de son petit-fils. Surprise en flagrant délit d'adultère, l'« épouse indigne » est exécutée dans un accident simulé, pour « éviter à tout prix les mauvais bruits sur l'adultère et son horrible sanction ».

### Fausta adultère

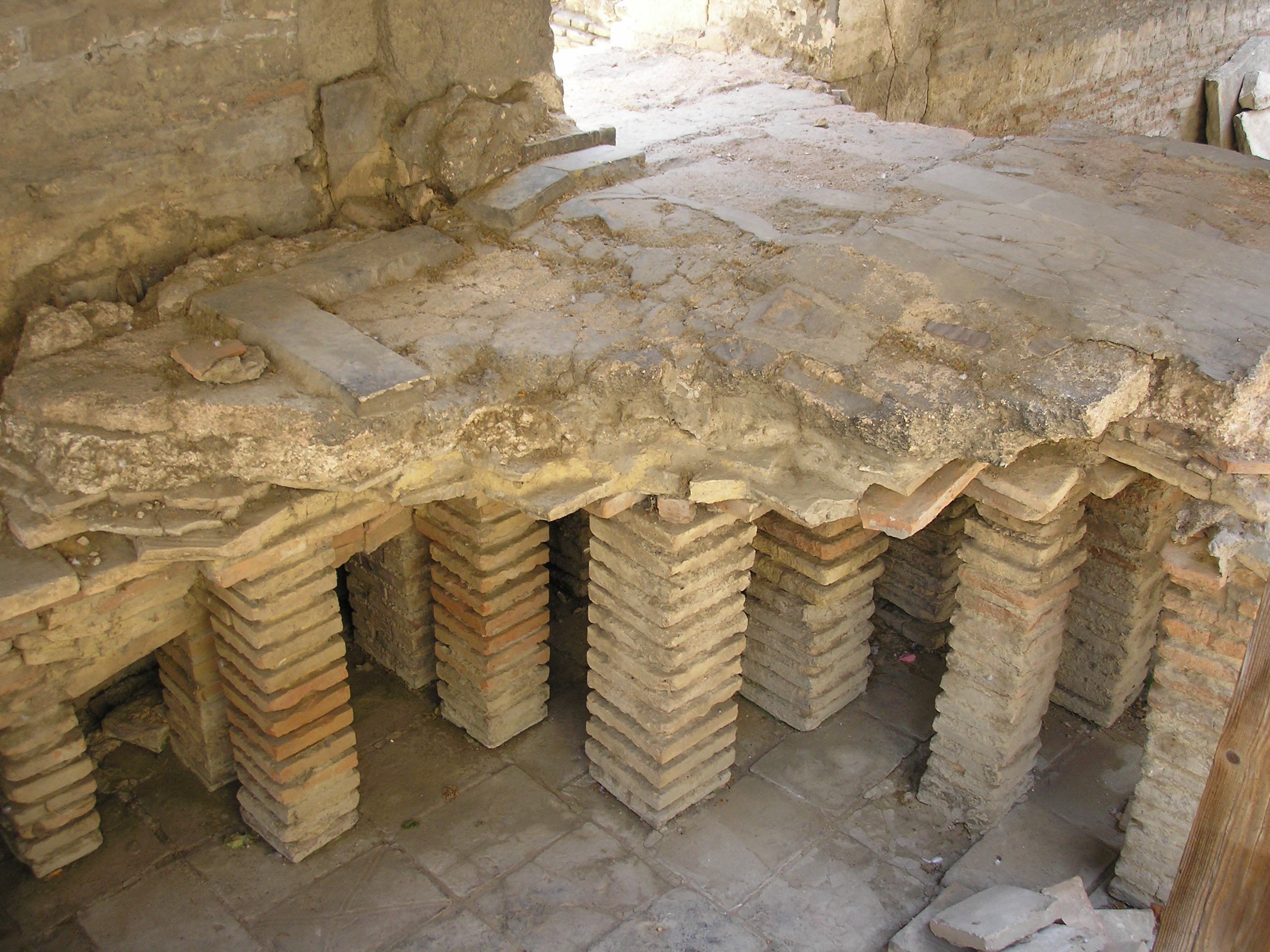
Hypocauste (chauffage par le sol) des thermes de Constantin, (Arles).

Des auteurs comme David Woods et Pierre Maraval, tout en admettant la possibilité d'amours interdites entre Fausta et Crispus, font des réserves sur la thèse mythique, jugée dépourvue de fiabilité.
Si les textes qui mentionnent les circonstances du décès de Fausta s'accordent sur l'exposition à une chaleur excessive dans ses bains, ils laissent subsister l'incertitude sur la cause directe du décès, suffocation causée par la température ou les vapeurs ou bien immersion dans l'eau brûlante. Seul un fragment de l’Histoire ecclésiastique de Philostorge copié au IXe siècle par Photios précise que Fausta est morte de suffocation, mais David Woods remarque qu'il est impossible de trancher si cette indication vient de Philostorge ou est un ajout explicatif de Photios.
David Woods examine diverses causes possibles du décès de Fausta. Un accident mortel dans les bains n'est pas impossible. On connait un cas, rapporté par Théodoret de Cyr. Un valet chargé de préparer le bain de l'empereur Valens fit une chute dans l'eau bouillante avant de la mélanger à l'eau froide, et ne fut retrouvé, mort, que lorsqu'on s'interrogea sur son absence. Ce genre d'accident touche surtout le personnel de service, David Woods doute donc que Fausta soit morte accidentellement.
Les bains chauds sont une pratique thérapeutique courante à l'époque. Constantin en a fait lui-même usage peu avant que la maladie ne l'emporte. Pour David Woods, l'éventualité d'une maladie de Fausta permettrait de justifier ces bains chauds, sans qu'on puisse savoir entre la maladie ou la chaleur, quelle est la cause directe du dècès.
Une dernière hypothèse analysée par David Woods suppose une relation adultérine entre Crispus et Fausta. Fausta serait tombée enceinte, provoquant l'exil puis le suicide de Crispus tandis que Fausta serait morte lors d'une tentative d'avortement. S'immerger dans un bain brûlant est une des méthodes abortives répertoriées par le médecin Soranos d'Éphèse.
Pierre Maraval rejette complètement le modèle mythique de Phèdre, quoiqu'il soit retenu par beaucoup d'historiens antiques et modernes, dont Robert Turcan, ce qu'il critique. De surcroît, il nie la réalité des exécutions de Crispus et de Fausta, et ne parle que de « disparitions ». Une relation physique entre Crispus et Fausta lui paraît possible, peut-être à la cour de Nicomédie lors des premières commémorations des vicennalia de Constantin. Ce dernier finit par être informé par les rumeurs circulant à la cour, et exile Crispus à Pola, où le jeune homme se suicide par le poison pour éviter une probable exécution. Pierre Maraval explique la fin de Fausta « enceinte des œuvres de Crispus » en reprenant la théorie de David Woods, une tentative d'avortement, « peut-être poussée à cela par Hélène si l'on veut retenir son intervention ». L'historiographie païenne, hostile à Constantin, aurait ensuite diffusé la version rendant l'Empereur responsable de la mort de son fils et de son épouse. Cette thèse d'un avortement fatal exonère Constantin de toute culpabilité, mais Hans A. Pohlsander et Esteban Moreno Resano la rejettent, car dans ce cas, les décès de Crispus et de l'impératrice n'auraient pas été suivi d'une damnatio memoriae, mais de funérailles grandioses.

### Mesures judiciaires contre Fausta
En 1987 Jean-Luc Desnier estime que l'enfermement de Fausta dans les bains résulte d'une épreuve judiciaire. Il remarque l'aspect insolite du traitement, qui ne figure pas au nombre des peines prévues par la législation de l'époque et dont c'est le seul exemple connu. Desnier fait le rapprochement avec un passage du septième panégyrique prononcé à Autun en 310 en l'honneur de Constantin, qui évoque « notre Apollon, dont les eaux brûlantes punissent les parjures, que tu dois plus que personne détester ». Après la mort de Crispus, Fausta doit se disculper soit de l'accusation d'adultère, soit de celle de faux témoignage aux conséquences mortelles. Desnier explique donc l'exposition de Fausta à un bain brûlant comme une ordalie fatale destinée à contrôler les dénégations de Fausta.

### Vue historique: querelle de succession

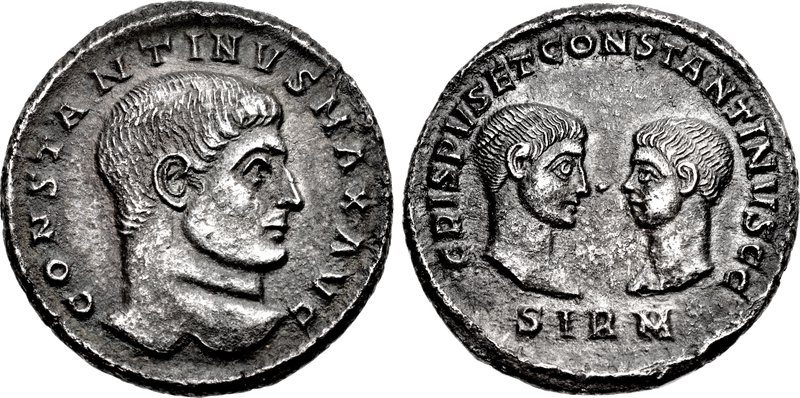
Avers : Constantin. Revers : Les deux Césars et demi-frères Crispus et Constantin le Jeune. Frappé à Sirmium en 320.

Qui profite de l'élimination de Crispus ?. Malgré les titres accordés par son père et ses faits d'armes, Crispus est marqué par son origine, issu d'une union probablement non légitime avec une femme de condition inférieure. Les fils de Fausta, épouse officielle et fille d'Empereur, sont ses concurrents au rang de princes héritiers. Fausta, par l'intermédiaire de sa progéniture, est donc celle qui tire avantage de l'élimination de Crispus, quels que soient les scénarios. Selon Jan Willem Drijvers, Crispus se serait fait prédire son avenir, acte de divination interdit que Fausta aurait dénoncé comme un complot contre Constantin, qui aurait aussitôt éliminé Crispus. Constatant ensuite que son fils ne présentait pas une menace sérieuse, Constantin aurait puni Fausta pour cette délation.
Crispus pourrait avoir demandé l'abdication de son père en sa faveur après ses vingt ans de règne, comme l'avait fait Dioclétien pour son César Galère, prétention qui aurait signé son arrêt de mort. Cette explication a la faveur de plusieurs historiens, Patrick Guthrie, Manfred Clauss, Klaus Rosen, mais elle n'explique pas l'exécution de Fausta. Selon Klaus Rosen, Fausta a profité de cette situation pour tenter d'en faire bénéficier ses enfants, ce qui lui a valu d’être condamnée à son tour.
Une revendication plus modérée de Crispus est envisagée par Bruno Bleckmann, la promotion comme Auguste associé et le partage de l'Empire comme Dioclétien et Maximien Hercule l'avaient fait. Soutenue par Fausta, cette prétention aurait provoqué les mêmes réactions fatales. Elisabeth Hermann-Otto précise cette idée, Crispus aurait revendiqué la partie occidentale de l'Empire, avec le soutien de l'aristocratie romaine,.
Ces historiens cherchent une explication commune aux exécutions de Crispus et de Fausta, mais elles ne sont peut-être pas corrélées, selon l'interprétation de Florian Battistella, pour qui Crispus est victime de ses ambitions tandis que Fausta serait accusée d'adultère après la mort de son beau-fils.

## Conclusions
Pour François Paschoud, traducteur de Zosime, « les contemporains eux-mêmes ont ignoré les vrais motifs de ces tragédies, qui sont donc a fortiori inexplicables pour nous ».
Hans Pohlsander estime que Crispus, à qui Constantin a confié d'importantes responsabilités, a dû être accusé à tort ou à raison d'une faute dont la gravité lui vaut une condamnation à mort, mais qu'il est impossible de connaître. Fausta aurait quant à elle pâti de sa rivalité avec sa belle-mère Hélène. Jan Willem Drijvers juge la narration de Zosime dépourvue de fiabilité historique, mais, en dépit des hypothèses ingénieuses des historiens, il conclut aussi à l'impossibilité de connaître les raisons des exécutions de Cripus et Fausta.
Esteban Moreno Resano qualifie les informations disponibles de partiales et incomplètes. Il considère comme invraisemblables les récits de Jean Chrisostome, de Zosime, de Sozomène et de Philostorge et de leurs successeurs. Pour lui, les seules indications fiables sont celles d'Eutrope et d'Eusèbe de Césarée, qui font allusion à une conjuration, Aurelius Victor, Jérôme de Stridon, Ammien Marcellin et Paul Orose. Seuls Eutrope, ainsi que Jérôme de Stridon et Paul Orose qui le copient, font un rapprochement entre l'exécution de Crispus et celle de Fausta. Mais Moreno Resano considère que ces exécutions, en des lieux, des dates et des circonstances distinctes, ne sont pas corrélées. Crispus et Licinius le Jeune sont condamnés pour des motifs inconnus, probablement politiques, tandis que Fausta aurait trempé dans un complot, causant leur commune damnatio memoriae.
Gérard Minaud conclut que « personne ne saura jamais pourquoi Fausta a été exécutée ».